# الصحة في بلغاريا

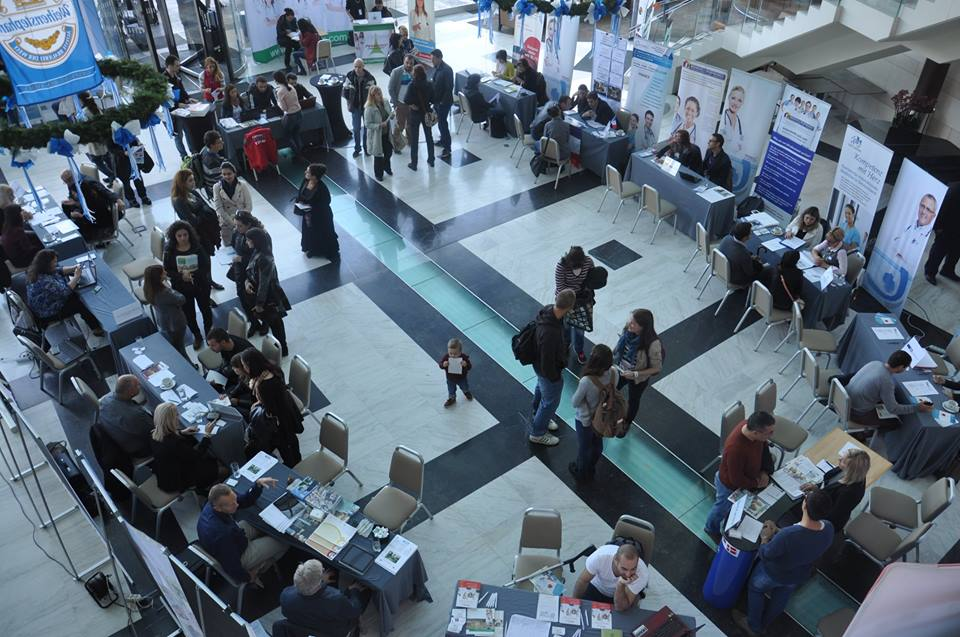
أفراد طبيون يبحثون عن عروض عمل بالخارج في معرض الوظائف في صوفيا

في الماضي، حققت بلغاريا ثالث أعلى معدل وفيات في أوروبا، حيث بلغت 708 لكل 100000 من السكان في عام 2015. المناطق الأوروبية الأربع التي سجلت أعلى معدلات الوفيات بسبب أمراض الجهاز الدوري كانت كلها في بلغاريا.  في أوائل عام 2000 ، كانت الأسباب الطبيعية الرئيسية للوفاة هي أمراض القلب والأوعية الدموية (التي تتجلى أكثر شيوعًا في السكتات الدماغية ) والسرطان وأمراض الجهاز التنفسي . بلغ معدل الإصابة بفيروس العوز المناعي البشري (HIV) منخفضًا في بلغاريا . على الرغم من أن معدل الإصابة في عام 2003 كان أقل من 0.1 في المائة من السكان، إلا أنه في أوائل العقد الأول من القرن العشرين، زاد عدد تقارير الحالات الجديدة سنويًا. في عام 2005 تم الإبلاغ عن حوالي 86 حالة جديدة، ليصل العدد الإجمالي إلى حوالي 600 حالة، وتم الإبلاغ عن 58 حالة جديدة في النصف الأول من عام 2006.  في عام 2010 ، كان هناك 1160 شخصًا مصابين بفيروس نقص المناعة البشرية . 

## الرعاى ة الصحية
كتابعة سابقة للاتحاد السوفيتي، اعتادت بلغاريا أن يكون لديها نظامها الصحي: نموذج سيماشكو. يتميز هذا النموذج بالتحديد باحتكار الدولة، حيث يوجد تخطيط مركزي وتمويل للمجال الصحي. لم تكن هناك هياكل خاصة لتوفير الخدمات الصحية. لم تكن هناك تأمينات صحية. مُوِّل النظام مباشرة من ميزانية الدولة، ودفع تكاليف الصيانة، والوصول إليها عالميا، ومجانا للمرضى. 
بدأت بلغاريا الإصلاح الشامل لنظامها الصحي القديم، الموروث من الحقبة الشيوعية ، فقط في عام 1999. في التسعينيات، توسعت الممارسات الطبية الخاصة إلى حد ما، لكن معظم البلغاريين اعتمدوا على العيادات العامة الشيوعية في حين دفعوا أسعارًا عالية للحصول على رعاية خاصة. خلال تلك الفترة، تدهورت المؤشرات الصحية الوطنية عمومًا حيث أدت الأزمات الاقتصادية إلى انخفاض كبير في التمويل الصحي.
أدخل برنامج الإصلاح الصحي التالي التأمين الصحي الإلزامي للموظف من خلال الصندوق الوطني للتأمين الصحي (NHIF) ، الذي دفع منذ عام 2000 جزءًا متزايدًا من تكاليف الرعاية الصحية الأولية . يدفع الموظفون وأرباب العمل نسبة مئوية متزايدة من الرواتب إلزامية بهدف تخفيض الدعم الحكومي للرعاية الصحية تدريجياً. التأمين الصحي الخاص يلعب فقط دور تكميلي. كما تم تطبيق اللامركزية على النظام من خلال جعل البلديات مسؤولة عن مرافق الرعاية الصحية الخاصة بها، وبحلول عام 2005 جاءت معظم الرعاية الأولية من أطباء خاصين. توزيع الأدوية أيضا كان لامركزي.  وفقًا للمسح الذي أجراه مؤشر المستهلك الأوروبي للصحة في عام 2015 ، كانت بلغاريا من بين الدول الأوروبية التي تشيع فيها ممارسات الدفع غير الرسمي للأطباء. 
في أوائل العقد الأول من القرن العشرين، تم تخفيض نظام المستشفيات بشكل كبير للحد من الاعتماد على المستشفيات للرعاية الروتينية. كانت العضوية المتوقعة في الاتحاد الأوروبي (2007) دافعًا رئيسيًا لهذا الاتجاه. بين عامي 2002 و 2003 ، انخفض عدد أسرة المستشفيات بنسبة 56 في المائة إلى 24300. ومع ذلك، تباطأت وتيرة التخفيض في أوائل 2000s. في عام 2004 ، كان هناك نحو 258 مستشفى قيد التشغيل، مقارنة بالعدد الأمثل المقدّر بـ 140. بين عامي 2002 و 2004 ، زادت نفقات الرعاية الصحية في الميزانية الوطنية من 3.8 في المائة إلى 4.3 في المائة، حيث يمثل الصندوق الوطني للصحة أكثر من 60 في المائة من النفقات السنوية. 
في التسعينيات، انخفضت جودة البحث والتدريب الطبي بشكل خطير بسبب قلة التمويل. في أوائل العقد الأول من القرن العشرين، كان التركيز على التدريب الطبي وشبه الطبي ، الذي أجري في خمس كليات طبية، هو إعداد موظفي الرعاية الصحية الأولية للتغلب على النقص الناتج عن التركيز الطويل الأجل للنظام الشيوعي على المتخصصين في التدريب. اعتبر الخبراء أن بلغاريا لديها إمدادات كافية من الأطباء ولكن هناك نقصًا في العاملين الطبيين الآخرين. في عام 2000 ، كان لدى بلغاريا 3.4 طبيب و 3.9 ممرض و 0.5 قابلة لكل 1000 نسمة. 